# Paulo Campos Guimarães

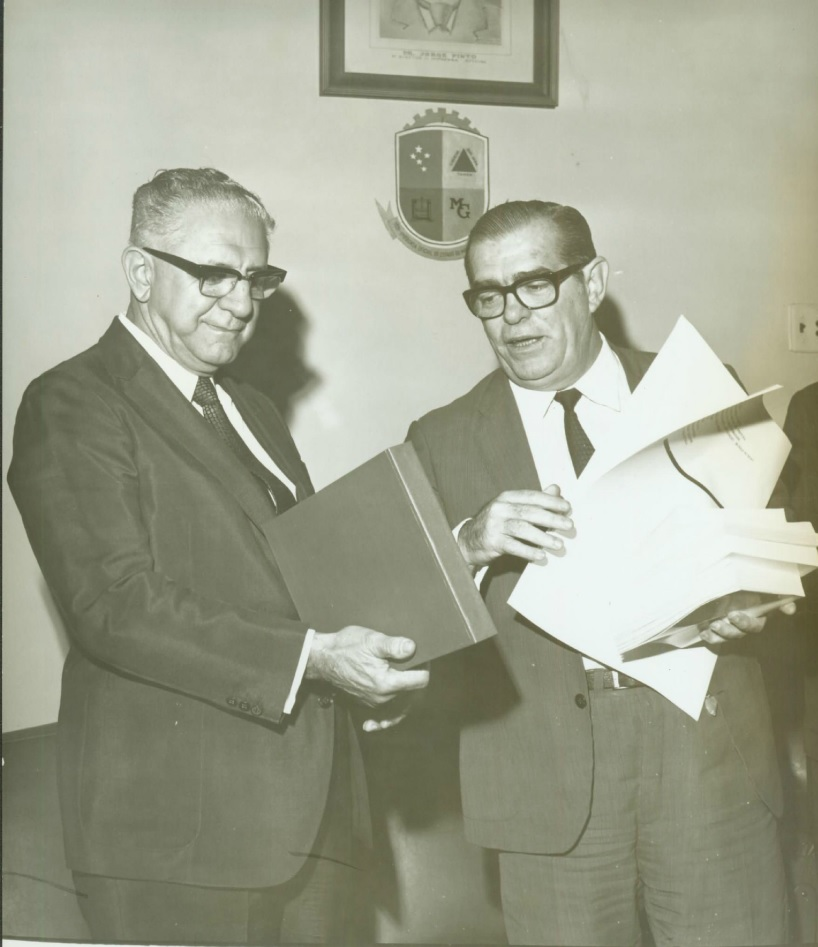
Oswaldo Pieruccetti (à esquerda) e Paulo Campos Guimarães, década de 1950.
Arquivo Público Mineiro.

Paulo Campos Guimarães (Pompéu, 25 de abril de 1918 — Belo Horizonte, 9 de julho de 1980) foi um político brasileiro do estado de Minas Gerais. Foi eleito deputado estadual em Minas Gerais em 1950, sendo reeleito nas eleições de 1954  e de 1958.
Em 27 de abril de 1961 renunciou à cadeira da Assembleia Mineira para ocupar o cargo de Chefe de Gabinete do Governador do Estado.
Paulo Campos Guimarães foi o fundador da APAE de Minas Gerais.